# Smush Parker
William Henry „Smush“ Parker (* 1. Juni 1981 in New York City) ist ein ehemaliger US-amerikanischer Basketballspieler. Er spielte sieben Jahre in der National Basketball Association (NBA), der NBA G-League und mehreren Ligen in Übersee. 

## Kindheit
Parker fing schon früh mit dem Basketball spielen an. Er erlangte einige Bekanntheit durch seine Spiele auf den „The Cage“ („der Käfig“) genannten Basketballplätzen in der West Fourth Street in Manhattan. Er verdiente sich Spitznamen wie NBA Live, Grim Reaper („Sensenmann“) oder The Aviator („der Flieger“).
Pakers Mutter, welche starb, als er 8 Jahre alt war, gab ihm den Spitznamen „Smush“ – ursprünglich der Spitzname von Parkers Vater.

## Karriere

### High School
Später besuchte er die Newtown High School in Elmhurst, Queens. Parker wurde auf Anhieb zum Star des Basketballteams.

### College
In seinem Freshman-Jahr (1999–2000) besuchte Parker das College of Southern Idaho, ein Junior College. Im folgenden Jahr wechselte er zur Fordham University, New York City. Während seiner Zeit bei der Fordham University, gewann er einige Auszeichnungen wie z. B. Second Team All A-10 und Second Team NABC All-Region. In seiner letzten Saison als Junior erzielte er in durchschnittlich 35 Minuten 16,5 Punkte, 4,4 Rebounds, 4,4 Assists und 2,3 Steals. Auf dem College spielte Parker meistens auf der Shooting-Guard-Position, wechselte mit Beginn seiner Profikarriere aber auf die Point-Guard-Position.

### NBA
Im Jahre 2002 verließ Parker das College und meldete sich zum NBA-Draft 2002 an. Er wurde nicht gedraftet, bekam aber ein Vertragsangebot über ein Jahr von den Cleveland Cavaliers, das er annahm. Nach der Saison wechselte er nach Griechenland zu Aris Thessaloniki, wo er sehr erfolgreich auflief. 2004 kam Parker wieder in die NBA und unterschrieb einen Vertrag über ein Jahr bei den Detroit Pistons. 
Nachdem er die Saison 2005/06 bei den Phoenix Suns begonnen hatte, wechselte er im Laufe der Spielzeit zu den Los Angeles Lakers und war von Beginn an Stammspieler. Parker enttäuschte seinen Trainer Phil Jackson nicht und erzielte in drei seiner ersten vier Spiele jeweils mindestens 20 Punkte. In der Saison 2005/06 startete Parker jedes Spiel und erreichte 11,5 Punkte bei 3,7 Assists pro Spiel. Während der letzten beiden Spiele der Saison 2006/07 und den Playoffs verlor er seine Startposition an Rookie Jordan Farmar.
Am 26. Juli 2007 unterschrieb Parker einen Vertrag bei den Miami Heat. Seine Statistiken verschlechterten sich dramatisch; er erzielte nur noch 4,8 Punkte pro Spiel, was im Vergleich zu seinem 11,5 Punkten bei den Lakers unterdurchschnittlich war. Am 10. März 2008 wurde er von den Heat entlassen. 
Am 12. März 2008 unterschrieb Parker bei den Los Angeles Clippers einen Vertrag bis zum Saisonende, konnte aber nicht mehr an die Leistungen anknüpfen, die er bei den Lakers brachte. In der Nebensaison 2008 wurde Parker von den Denver Nuggets unter Vertrag genommen, aber schon am 23. Oktober wieder entlassen, als die Nuggets ihren Kader reduzierten. Anschließend spielte er mit den Rio Grande Valley Vipers der NBA G-League.

### Weitere berufliche Laufbahn
Am 9. Januar 2009 unterzeichnete Parker offiziell einen Vertrag mit Guangdong Southern Tigers von der Chinese Basketball Association. Im September 2010 wechselte er für eine Saison zu dem russischen Verein BK Spartak Sankt Petersburg. Im Januar 2011 kehrte er nach Griechenland zurück und unterzeichnete einen Vertrag mit Iraklis Thessaloniki. Nach einem wechselreichen 2012, bei dem Parker bei vier verschiedenen ausländischen Vereinen spielte, kehrte er im März 2013 nach Griechenland zurück und unterzeichnete einen Vertrag mit GS Peristeri der griechischen Liga.
Im Januar 2014 unterschrieb er bei seinem ehemaligen Team Guaros de Lara, verließ das Team aber im März, um in dem nationalen Basketballturnier 2014 anzutreten.
Im Februar 2015 unterschrieb Parker bei Mon-Altius Madimos Falcons von der Mongolian National Basketball Association (MNBA). Er erzielte durchschnittlich 24 Punkte, 7,0 Rebounds, 6,5 Assists und 4,1 Steals pro Spiel. 2016 ging er für eine Saison nach Tunesien zu Étoile Sportive de Radès und wechselte am 30. November 2017 zu den Albany Patroons, wo er 2018 seine aktive Spielerlaufbahn beendete.

## Privates
Parker hat eine Tochter.
Er soll Anfang 2008 eine Frau nach einem Streit wegen $12 Parkgebühren geschlagen haben. Parker hatte angeblich ihren linken Arm verletzt, weswegen die Frau Klage einreichte. Der Fall wurde von der Polizei von Miami untersucht. Der Staatsanwalt plante sogar ein Gerichtsverfahren gegen Parker. Aufgrund dieser Vorfälle wurde Parker kurzzeitig von den Miami Heat ohne Bezahlung beurlaubt. Am 10. März 2008 wurde er von den Heat entlassen.

## NBA-Statistiken

### Regular Season
| Saison  | Team          | GP  | GS  | MPG  | FG % | 3P % | FT % | RPG | APG | SPG | BPG | PPG  |
| ------- | ------------- | --- | --- | ---- | ---- | ---- | ---- | --- | --- | --- | --- | ---- |
| 2002–03 | Cleveland     | 66  | 18  | 16.7 | .402 | .322 | .831 | 1.8 | 2.5 | .7  | .2  | 6.2  |
| 2004–05 | Detroit       | 11  | 1   | 10.0 | .393 | .222 | .692 | .8  | 1.0 | .3  | .0  | 3.0  |
| 2004–05 | Phoenix       | 5   | 0   | 6.8  | .467 | .250 | .000 | .6  | .8  | .4  | .0  | 3.0  |
| 2005–06 | L.A. Lakers   | 82  | 82  | 33.8 | .447 | .366 | .694 | 3.3 | 3.7 | 1.7 | .2  | 11.5 |
| 2006–07 | L.A. Lakers   | 82  | 80  | 30.0 | .436 | .365 | .646 | 2.5 | 2.8 | 1.5 | .1  | 11.1 |
| 2007–08 | Miami         | 9   | 0   | 20.3 | .315 | .250 | .750 | 2.1 | 1.7 | .6  | .3  | 4.8  |
| 2007–08 | L.A. Clippers | 19  | 2   | 21.5 | .362 | .222 | .667 | 1.7 | 3.6 | 1.0 | .2  | 6.4  |
| Gesamt  |               | 274 | 183 | 25.8 | .426 | .345 | .708 | 2.4 | 2.9 | 1.2 | .1  | 9.0  |

### Playoffs
| Saison  | Team        | GP | GS | MPG  | FG % | 3P % | FT %  | RPG | APG | SPG | BPG | PPG |
| ------- | ----------- | -- | -- | ---- | ---- | ---- | ----- | --- | --- | --- | --- | --- |
| 2005–06 | L.A. Lakers | 7  | 7  | 36.9 | .333 | .154 | 1.000 | 3.0 | 1.6 | 2.1 | .1  | 8.9 |
| 2006–07 | L.A. Lakers | 5  | 0  | 11.8 | .154 | .167 | 1.000 | 1.4 | .6  | .6  | .2  | 1.8 |
| Gesamt  |             | 12 | 7  | 26.4 | .306 | .156 | 1.000 | 2.3 | 1.2 | 1.5 | .2  | 5.9 |